# Secuestro letal
Secuestro letal (título original: Hijack) es una película estadounidense de acción y suspenso de 1998, dirigida por Worth Keeter, escrita por Steve Latshaw, musicalizada por David Wurst y Eric Wurst, en la fotografía estuvo Doyle Smith y los protagonistas son Jeff Fahey, Ernie Hudson y Beth Toussaint, entre otros. El filme fue producido por Royal Oaks Entertainment Inc. y Cabin Fever Entertainment; se estrenó el 21 de octubre de 1998.

## Sinopsis
Trata acerca de un destacado senador que viaja en un tren y es raptado por unos terroristas, estos quieren instalar una bomba nuclear ahí mismo.